# Pietro Valpreda

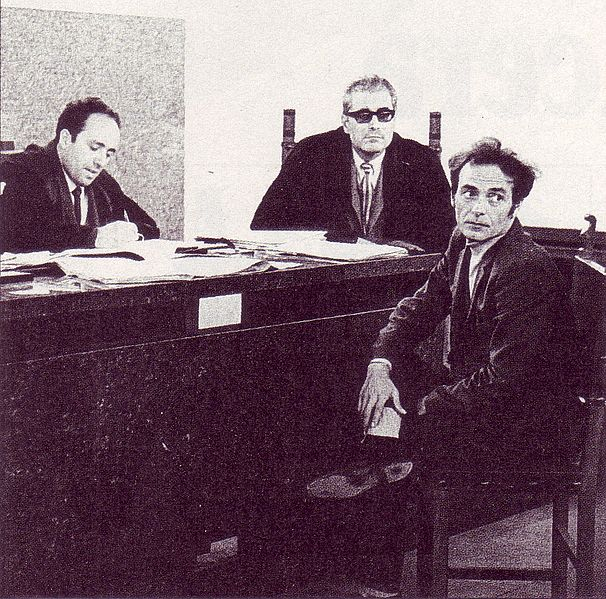
Pietro Valpreda durant une audience.

Pietro Valpreda, né le 29 août 1933 à Milan et mort le 6 juillet 2002 dans la même ville, est un anarchiste, danseur et écrivain italien.
Il est connu pour avoir été accusé à tort d'être le responsable de l'attentat de piazza Fontana.

## Biographie
En 1969, il participe à la création d'un Cercle anarchiste 22 mars (Circolo anarchico 22 marzo) en référence au Mouvement du 22 Mars français et en marge du mouvement anarchiste milanais. Le groupe est sans doute infiltré par des éléments provocateurs d'extrême-droite et publie Terra e liberta qui soutient la propagande par le fait.

## L'attentat de piazza Fontana
Le 12 décembre 1969, une explosion dévaste le siège de la Banque de l’Agriculture dans le centre de Milan : 16 morts, une centaine de blessés. C’est le premier attentat de cette importance et de ce type dans l’histoire de l’Italie contemporaine. En Italie, c'est « l’automne chaud » : aux luttes étudiantes de l'après Mai-68 s'ajoutent des grandes grèves ouvrières : le 14 décembre est prévue une grève nationale des métallurgistes. D’autres charges explosives sont désamorcées à Milan (près de la Banque Commerciale) et à Rome (près de l’Autel de la Patrie). Le choc dans la population est énorme.
Immédiatement après l’attentat, la préfecture de police de Milan en attribue la responsabilité aux « extrémistes de gauche », spécifiant qu’elle oriente surtout ses recherches vers les milieux anarchistes. Le soir même du 12 décembre, une centaine d’anarchistes sont interpellés dont Giuseppe Pinelli qui meurt, trois jours plus tard, défenestré de la Préfecture de Milan le 15 décembre.
Le 15 décembre, alors qu'il comparaît devant un tribunal pour avoir insulté le pape, Valpreda est arrêté. Alors commence une campagne de presse contre les anarchistes, d’une ampleur exceptionnelle. L’objectif est de « démontrer » que Valpreda, le « suicidé » Pinelli et leurs camarades sont les exécutants logiques d'un attentat aussi horrible, certains journaux le présentent comme « le monstre à visage humain ».
Dans les jours qui suivent, les anarchistes milanais convoquent une conférence de presse où ils affirment que Valpreda est innocent de l’attentat de la Piazza Fontana.
L'accusation contre Valpreda s'appuie principalement sur le témoignage d’un chauffeur de taxi, Cornelio Rolandi, qui affirme l'avoir transporté sur un trajet de 200 mètres, de plus, il ne reconnait Valpreda que d’après un portrait-robot. Finalement on retrouve le chauffeur mort.
Le 23 octobre 1971, au nom de l'Internationale situationniste, Guy Debord et Gianfranco Sanguinetti envoient un mandat de 100000 lires accompagné d'une lettre de soutien.
En 1972, après une intense campagne de soutien relayée notamment par le Corriere della Sera, le principal quotidien italien, les autorités acceptent l'idée d'une libération, mais ne peuvent légalement le faire : Valpreda est accusé d'être le responsable d'un attentat, ce qui interdit toute libération provisoire. La pression de l’opinion publique est telle que le Parlement vote une loi, dite « loi Valpreda », pour permettre sa libération.
En janvier 1972, Valpreda est libéré.

## Procès à répétition
À partir de 1979, il est autorisé par les autorités judiciaires à participer à des centaines de conférences, de débats publics et d'entrevues télévisées.
Pendant les procès qui suivent, Valpreda se retrouve sur le banc des accusés aux côtés d'activistes néo-fascistes inculpés au cours de l'instruction. Lors du premier procès, à Rome, c'est l’acquittement général pour insuffisance de preuves. Lors du procès en appel, nouvel acquittement pour Valpreda et condamnation à la prison les activistes d'extrême-droite. Mais la Cour de cassation annule la sentence et ordonne un troisième procès en août 1985, avec un nouvel acquittement général, pour « insuffisance de preuves ».
Au cours de la centaine d’audiences est mis en lumière les liens entre l'extrême droite néo-fasciste et des services de police de État italien.
Le prix Nobel de littérature Dario Fo déclare : « Pietro a été victime d'une manœuvre de l'État qui avait tout organisé de manière scientifique. Il a vécu durant des années avec la menace d'une condamnation à perpétuité ».
Luciano Lanza, auteur de La ténébreuse affaire de la piazza Fontana écrit en 2005 : « Des fascistes mettent des bombes. La police arrête des anarchistes. C’est le schéma classique de cette affaire. Les directives viennent de haut : il faut frapper à gauche ».

## Fin de vie
Les différentes incarcération ont aggravé la maladie de Buerger dont il souffre et il ne peut poursuivre sa carrière de danseur. Il devient libraire, puis ouvre le café Barricata dans le quartier ouvrier de Garibaldi à Milan. Il continue à fréquenter le mouvement libertaire et à participer à des manifestations, surtout celles des 15 décembre, organisées à la mémoire de Giuseppe Pinelli.
Valpreda publie trois romans coécrit avec Piero Colaprico, journaliste à La Repubblica. Il avait écrit en prison un recueil de poésie.
Il meurt d'un cancer le 6 juillet 2002. Le 8 juillet, 3000 personnes avec des drapeaux anarchistes assistent à l'incinération.

## Citation
Domenico Tarizzo, dans son ouvrage de référence, L'anarchie: histoire des mouvements libertaires dans le monde, résume l'affaire : « 16 décembre 1969. Au cours d'une confrontation hâtive, le taximan milanais Rolandi reconnaît en Pietro Valpreda le mystérieux individu qu'il aurait transporté dans sa voiture sur 135 mètres, dans les embouteillages du centre de Milan, avant qu'il aille poser sa bombe, dans l'après-midi du 12. Déconcerté, Valpreda s'entend dire par le juge Occorsio : « Nous vous accusons d'avoir causé 14 morts et cent blessés >. Le mardi 16 vers minuit, la cellule no 32 de la prison Regina Coeli, à Rome, accueille Pietro Valpreda. L'hystérie antianarchiste se déchaîne dans les journaux. Valpreda restera 38 jours au secret, sans une nouvelle du monde extérieur, sans  un livre, sans un journal, sans une visite, avec une ampoule allumée nuit et jour au-dessus de sa tête, le froid, la puanteur et une nourriture immonde. Ainsi commence l'affaire Valpreda, en relation avec le massacre de Milan. On arrête les autres membres du Cercle du 22 mars. Le nombre des victimes de l'attentat monte à 18. La gauche italienne subit l'assaut de l'appareil d'État et, au début, ne sait pas répliquer aux accusations. Une partie seulement de la gauche extra-parlementaire réagira, au début de 1970, par des cortèges et des manifestations en faveur des anarchistes arrêtés, et dénoncera, dans la « défenestration » de Pino Pinelli, un nouveau crime d'État. Pinelli devient ainsi la dix-septième victime de ce qu'on appelle la « stratégie de la tension », c'est-à-dire la tentative de réagir par le terrorisme aux revendications étudiantes et ouvrières nées en 1968 et 1969 dans les usines, les universités et la société. Valpreda fera trois ans de prison en attendant son procès, sur le seul « indice » de cette incroyable course de quelques mètres en taxi. Le mystérieux taximan mourra de crise cardiaque. De jeunes anarchistes, Roberto Gargamelli, Roberto Mander, Emilio Bagnoli, Emilio Borghese et d'autres seront emprisonnés ou poursuivis, en Italie et à l'étranger. Ce n'est que lorsqu'une avant-garde de militants extra-parlementaires, de bourgeois éclairés et d'avocats de gauche aura fait rouvrir l'enquête que les recherches se porteront en direction des fascistes, faisant apparaître de très graves responsabilités de la part des secteurs les plus réactionnaires de la politique italienne, ainsi que des rapports étroits entre la droite subversive et les corps spéciaux de l'État. »

## Œuvre
- Lettere dal «carcere del sistema», Roma, Napoleone, 1973[9].
- Avec Piero Colaprico, È lui : diario dalla galera, Milan, Rizzoli, 1974[10].
- Avec Piero Colaprico, Le indagini del maresciallo Binda, Milan, Rizzoli, 2008[11].

## Vidéo
- Chrisitian Mottier, Ni Dieu ni maître, Temps présent, Radio télévision suisse, 3 avril 1970, voir en ligne.